# Pycreus atrorubidus
Pycreus atrorubidus là loài thực vật có hoa trong họ Cói. Loài này được Nelmes miêu tả khoa học đầu tiên năm 1951 publ. 1952.